# Onthophagus lamtoi
Onthophagus lamtoi är en skalbaggsart som beskrevs av Yves Cambefort 1980. Onthophagus lamtoi ingår i släktet Onthophagus och familjen bladhorningar. Inga underarter finns listade i Catalogue of Life.